# Bistroff
Bistroff – miejscowość i gmina we Francji, w regionie Grand Est, w departamencie Mozela.
Według danych na rok 1990 gminę zamieszkiwało 276 osób, a gęstość zaludnienia wynosiła 14 osób/km² (wśród 2335 gmin Lotaryngii Bistroff plasuje się na 773. miejscu pod względem liczby ludności, natomiast pod względem powierzchni na miejscu 182.).